# Герб острова Рождества
Герб острова Рождества — был представлен общественности острова Рождества 14 апреля 1986 года, однако официального статуса так и не получил. 

## Описание
Герб острова представляет собой синий щит, в котором изображены: созвездие Южный Крест белого цвета, и того же цвета пять стилизованных волн, от основания которых идет стилизированое изображение дерева синего цвета с пятью листочками.

## Символика
Синий цвет и волны символизируют Индийский океан, омывающий остров, Южный Крест олицетворяет связь с Австралией, а также его расположение в южном полушарии.